# جمعية مرشدات جامايكا
جمعية مرشدات جامايكا هي المنظمة الإرشادية الوطنية في جامايكا. تأسست المنظمة في عام 1915، وأصبحت عضوا منتسبا في الرابطة العالمية للمرشدات وفتيات الكشافة في عام 1963 وعضو كامل العضوية في عام 1966. المنظمة للبنات فقط وتضم 5903 عضوة (اعتبارا من عام 2006).